# 黃城 (清朝)
黄城（？—1832年），一作黄诚，彰化县人，清代中期台湾农民起义军将领。
道光十二年（1832年）冬，黄城响应张丙之约，在嘉义、彰化交界处的林圮浦起事反清，称兴汉大元帅，用大明主年号，攻克斗六门，击杀千总陈玉威等清军将领。次年初，协助张丙抗击清军失败，十二月，黄城被清军捕虏，被清军剖心以祭斗六阵亡官兵。